# Símbolo de marca de comercio
El símbolo de marca de comercio (™) (en Unicode U+2122, \texttrademark en LaTeX) es un signo que indica que la marca precedente es una marca comercial. Normalmente es utilizado para marcas no registradas, en oposición al de marca registrada (®), que está reservado para marcas registradas.
En Windows puede generarse manteniendo el Alt mientras se tipean los números 0 1 5 3 en el teclado numérico o por pulsar Alt Gr+T. En macOS, pueda ser introducido pulsando ⌥ Opt+2.
Sus siglas «TM» provienen del inglés trade mark.
En Quebec, Canadá, se usa un símbolo equivalente, marque de commerce (U+1F16)

## Uso
El uso del símbolo de marca comercial (™) indica la aserción de que una palabra, imagen, u otra señal es una marca; no indica inscripción. Las marcas registradas usan el símbolo de marca registrada (®) y en algunas jurisdicciones  es ilegal usarlo con una marca que no ha sido registrada.

## Marcas versus marcas de servicio
Hay un símbolo específico, el de marca de servicio (℠), para indicar la aserción de una marca de servicio (una marca para la provisión de servicios). Este es menos utilizado que el símbolo de marca, especialmente fuera de los Estados Unidos.
- Ley de marca australiana
- Ley de marca canadiense
- Ley de marca
- Ley de marca del Reino Unido
- Ley de marca de los Estados Unidos